# They Shoot Horses, Don't They?
They Shoot Horses, Don't They? (en Hispanoamérica, Baile de ilusiones; en España, Danzad, danzad, malditos) es una película estadounidense dirigida por Sydney Pollack y basada en la novela de Horace McCoy ¿Acaso no matan a los caballos?. Está protagonizada por Jane Fonda, Michael Sarrazin, Susannah York, Gig Young, Bonnie Bedelia y Red Buttons. Se centra en un grupo dispar de individuos desesperados por ganar un maratón de baile de la época de la Gran Depresión y un maestro de ceremonias oportunista que los insta a hacerlo.
La película se estrenó en cines en Estados Unidos el 10 de diciembre de 1969 y también en el Festival de Cine de Cannes de 1970. Los críticos elogiaron su dirección, su guion, su descripción de la época de la Gran Depresión y sus actuaciones (especialmente las de Fonda, York y Young). Recibió nueve nominaciones en los 42.ª edición de los Premios Óscar incluyendo: mejor director, mejor actriz (para Fonda), mejor actriz de reparto (para York), mejor guion adaptado, con Young ganando como mejor actor de reparto. 

## Trama
Robert Syverton, un hombre sin hogar, recuerda los acontecimientos que condujeron a un crimen no declarado. Cuando era niño, fue testigo de cómo a un caballo que se había roto una pata le dispararon y pusieron fin a su sufrimiento. Años más tarde, durante la Gran Depresión, se anota en un maratón de baile que está a punto de comenzar en un destartalado salón de baile en el muelle de Santa Mónica. Las parejas compiten por un premio en efectivo de 1.500 dólares y esperan ser descubiertas por celebridades de Hollywood y cazatalentos entre el público. Robert es reclutado por Rocky, el promotor y maestro de ceremonias del concurso, para ser el compañero de una joven amargada y cansada del mundo llamada Gloria Beatty después de que su pareja anterior fuera descalificada por bronquitis. Otros concursantes incluyen al marinero retirado Harry Kline, la emocionalmente frágil aspirante a actriz londinense Alice, su compañero y aspirante a actor Joel, el granjero empobrecido James y su esposa embarazada, Ruby.
Al principio del maratón, las parejas más débiles son eliminadas rápidamente. Rocky observa las vulnerabilidades de los concursantes más fuertes y las explota para diversión de la audiencia. La arena utiliza médicos charlatanes para encubrir los daños físicos y mentales extremos que sufren los participantes. Los nervios exacerbados se ven exacerbados por el robo (por parte de Rocky, como revela más tarde) de uno de los vestidos de Alice, que Rocky explota para crear un drama artificial y entretener a la audiencia. Él actúa de manera similar ante el disgusto de Gloria por la atención que Alice recibe de Robert. Robert termina formando pareja con Alice, y Gloria toma a Joel como su compañero, cambiando a Harry después de que Joel se va a trabajar.
Semanas después del maratón, para despertar el entusiasmo de los espectadores, Rocky organiza una serie de derbis en los que las parejas corren en tándem alrededor de la pista de baile y las tres últimas parejas son eliminadas. Harry muere de un ataque cardíaco en mitad de una vuelta y Gloria evita la eliminación arrastrándolo hasta la línea de meta. Rocky "descalifica" a Harry, ocultando su muerte al público, y los médicos retiran su cuerpo de la pista de baile. Cuando Alice sufre una crisis nerviosa, un comprensivo Rocky la consuela y la aparta de la competición para que reciba atención médica genuina. A falta de compañeros, Gloria y Robert vuelven a formar equipo.
Rocky sugiere que Gloria y Robert se casen durante el maratón, un truco publicitario que garantiza que ganarán dinero y regalos de partidarios como la Sra. Laydon, una mujer adinerada que los patrocina durante todo el concurso. Cuando Gloria se niega, Rocky revela la factura: los gastos se deducirán del dinero del premio, lo que significa que incluso si la pareja logra ganar, se irán sin nada. Abatidos, Gloria y Robert se retiran de la competencia y abandonan el salón de baile.
Mientras ambos caminan hacia el muelle, una abatida Gloria le confiesa a Robert lo vacía que se siente y que está cansada de la vida. Saca una pistola de su bolso y se apunta a la cabeza, pero no puede decidirse a apretar el gatillo. Desesperada, le ruega a Robert que le dispare, lo cual él hace. Los agentes de policía llegan para detener a Robert y retirar el cuerpo de Gloria. Cuando se le pregunta por qué lo hizo, Robert le dice a la policía que ella se lo pidió y agrega: "They Shoot Horses, Don't They?".
El maratón continúa con las pocas parejas que quedan, habiendo alcanzado ya las 1.491 horas.

## Elenco
- Jane Fonda como Gloria Beatty
- Michael Sarrazin como Robert Syverton
- Susannah York como Alice LeBlanc
- Gig Young como Rocky Gravo
- Botones rojos como Harry Kline (marinero)
- Bonnie Bedelia como Ruby Bates
- Michael Conrad como Rollo
- Bruce Dern como James Bates
- Al Lewis como "Turkey"
- Robert Fields como Joel Girard
- Severn Darden como Cecil
- Allyn Ann McLerie como Shirl
- Madge Kennedy como la Sra. Laydon
- Jacquelyn Hyde como Jackie
- Felice Orlandi como Mario
- Arthur Metrano como Max
- Paul Mantee como "Jiggs"

## Producción

### Desarrollo
A principios de la década de 1950, Norman Lloyd y Charlie Chaplin buscaban un proyecto en el que colaborar, con Lloyd como director y Chaplin como productor. Lloyd compró los derechos de la novela de Horace McCoy por 3.000 dólares y planeó elegir al hijo de Chaplin, Sydney, y a la recién llegada Marilyn Monroe para los papeles principales. Una vez completados los arreglos, en 1952 Chaplin llevó a su familia a lo que debía ser un breve viaje al Reino Unido para el estreno en Londres de Candilejas. Durante este viaje, en parte porque Chaplin fue acusado de ser partidario del comunismo durante la era McCarthy, el jefe del FBI, J. Edgar Hoover, negoció con el Servicio de Inmigración y Naturalización para revocar su permiso de reingreso y el proyecto cinematográfico fue cancelado. Cuando los derechos del libro volvieron a manos de los herederos de McCoy dieciséis años más tarde (él había muerto en 1955), se negaron a renovar el acuerdo con Lloyd, ya que nada se había concretado de sus planes originales. 
El guion fue escrito por James Poe, quien quería dirigir. Los derechos fueron comprados por Palomar Pictures, cuyo presidente entonces era Edgar Scherick. Scherick ofreció el proyecto al equipo de producción formado por Bob Chartoff e Irwin Winkler, quienes se mostraron entusiasmados, pero sintieron que el guion necesitaba una reescritura y que tendrían dificultades para hacer la película con el presupuesto deseado por Scherick de 900.000 dólares. También les preocupaba la capacidad de Poe como director y que fuera demasiado arrogante. 
Mia Farrow estaba interesada en protagonizar el filme, pero Scherick consideró que su honorario de 500.000 dólares era demasiado alto. Finalmente se acordó mostrarle el guion a Jane Fonda, quien estaba interesada. Michael Sarrazin fue prestado de Universal para interpretar al protagonista masculino. Scherick finalmente aceptó aumentar el presupuesto a 4 millones de dólares. Martin Baum se convirtió en director de ABC Pictures, y Winkler dice que Baum hizo que despidieran a Scherick. Baum quería que la segunda protagonista femenina fuera interpretada por Susannah York, aunque Poe le había prometido el papel a su entonces novia. Winkler dice que fue Baum quien sugirió Red Buttons y Gig Young, y presionó para que despidieran a Poe. Los productores se mostraron reacios, sobre todo porque a Jane Fonda le gustaba Poe y tenía la aprobación del director. Winkler organizó que Poe dirigiera una prueba de pantalla para Bonnie Bedelia con Fonda; la prueba no salió bien y Fonda se mostró menos entusiasmada con las capacidades de Poe como director, el cual fue despedido del proyecto. 
Los principales candidatos para reemplazar a Poe fueron William Friedkin, Sydney Pollack y Jack Smight. Según Winkler, Smight quería 250.000 dólares, Friedkin 200.000 y Pollack estaba dispuesto a hacerlo por 150.000; así pues, Pollack consiguió el trabajo. 
Fonda dijo que al principio el guion no le impresionó, pero su marido Roger Vadim, que vio similitudes entre el libro y las obras de los existencialistas franceses, la instó a reconsiderarlo. 
Al reunirse con Pollack para discutir el guion, ella se sorprendió cuando él le pidió su opinión. Más tarde dijo: «Fue la primera vez que un director me pidió mi opinión sobre cómo veía al personaje y la historia». Leyó el guion con ojo crítico, tomó notas sobre el personaje y más tarde comentó en su autobiografía: «Fue un momento crucial [para mí]». ... Esta fue la primera vez en mi vida como actriz que trabajaba en una película sobre problemas sociales más amplios, y en lugar de que mi trabajo profesional se sintiera periférico a la vida, lo sentí relevante". Preocupada por los problemas en su matrimonio en ese momento, recurrió a su angustia personal para ayudarla con su caracterización. 
Pollack hizo que Robert E. Thompson reescribiera el guion.  Warren Beatty fue considerado originalmente para el papel de Robert Syverton y la primera opción de Pollack para Rocky fue el actor de carácter Lionel Stander.  

### Rodaje
Durante el rodaje, hubo un problema con York, que quería una garantía de que podría hacer Country Dance. Cuando esto no ocurrió, pareció que tendrían que reemplazarla y Pollack sugirió a Sally Kellerman. Sin embargo, York cedió y aceptó hacer la película. 
La película utiliza la inusual técnica del flashforward. Ocurre a lo largo de la película, a medida que aparecen pasajes que presagian el destino de Robert, justo antes del trágico final. Su coprotagonista Young se destacó por su profunda caracterización de Rocky: diseñó su personaje basándose en el líder de la banda y personalidad de radio Ben Bernie, y usó la famosa frase de Bernie, " ¡Yowzah! ¡ Yowzah! ¡Yowzah!", para el personaje en la película.

## Banda sonora
La banda sonora de la película presenta numerosos estándares de la época. 
La banda de salón de baile estaba formada por varios músicos de jazz profesionales, todos ellos no acreditados. La banda estaba liderada por Bobby Hutcherson e incluía a Hugh Bell, Ronnie Bright, Teddy Buckner, Hadley Caliman, Teddy Edwards, Thurman Green, Joe Harris, Ike Isaacs, Harold Land y Les Robertson.
En 1969 se publicó un álbum de banda sonora en ABC Records. 

## Estreno
El estreno tuvo lugar en el Fine Arts Theatre el 10 de diciembre de 1969. 

## Recepción

### Taquilla
La película fue un éxito de taquilla, recaudando 12,6 millones de dólares en Estados Unidos y Canadá con un presupuesto de 4,86 millones, generando taquillas de $5.98 millones, convirtiéndola en la 16ª película más taquillera de 1969.   Recaudó 28.000 dólares en su primera semana. 

### Respuesta crítica
La película se proyectó en el Festival de Cine de Cannes de 1970, pero no entró en la competición principal.  En Estados Unidos, la película fue aplaudida por retratar la era de la Gran Depresión.
Roger Ebert le dio cuatro estrellas de cuatro y la nombró como una de las mejores películas estadounidenses de la década de 1970:
They Shoot Horses, Don't They? es una recreación magistral de la era del maratón [de baile] para un público que en su mayoría no está familiarizado con ella. Además de todo lo que hace, "Horses" nos llama la atención porque nos cuenta algo que no sabíamos sobre la naturaleza humana y la sociedad estadounidense. Nos dice mucho más que eso, por supuesto, pero también funciona en este nivel fundamental. 
En su reseña en The New York Times, Vincent Canby dijo:
La película está lejos de ser perfecta, pero es tan perturbadora en maneras tan importantes que no la olvidaré fácilmente, lo cual es más de lo que se puede decir de películas mucho mejores y más consistentes... La película es de lejos lo mejor que Pollack ha dirigido jamás (con la posible excepción de The Scalphunters ). Mientras las cámaras permanecen, como sentenciadas, dentro del salón de baile, recogiendo los detalles de la creciente desesperación de los bailarines, la película se convierte en una epopeya de agotamiento y futilidad. 
Variety dijo: "Con los ojos hinchados, sin afeitar, apestando a licor rancio, sudor y cigarrillos, Young nunca ha parecido mayor ni ha actuado mejor. Fonda... ofrece una actuación dramática que le otorga a la película un enfoque personal y un poder emocionalmente cautivador." 

TV Guide calificó la película con cuatro de cuatro estrellas posibles y dijo: 
Aunque a veces es un poco torpe, ¿Acaso no disparan a los caballos? Es un tour de force de la actuación. Fonda tuvo aquí su primera oportunidad de demostrar que era una actriz seria y dramática. ... Young está soberbio en su papel, un cambio radical con respecto a sus papeles habituales de bon vivant... Pollack hace uno de sus mejores trabajos como director, aunque su principal fortaleza reside en su relación con los actores. El aspecto de la película es perfecto y Pollack evoca con habilidad la atmósfera turbia en la que llegan a hervir emociones explosivas ... Sigue siendo una experiencia cinematográfica sombría pero catártica. 
En 1996, Steve Simels de Entertainment Weekly observó: "La película de maratón de baile de Sydney Pollack probablemente ha envejecido mejor que cualquier película estadounidense de su tiempo".

### Premios
| Premio                                  | Categoría                                                | Nominados                                                     | Resultado | Ref.          |
| --------------------------------------- | -------------------------------------------------------- | ------------------------------------------------------------- | --------- | ------------- |
| Academy Awards                          | Best Director                                            | Sydney Pollack                                                |           | [ 16 ] [ 17 ] |
| Academy Awards                          | Best Actress                                             | Jane Fonda                                                    |           | [ 16 ] [ 17 ] |
| Academy Awards                          | Best Supporting Actor                                    | Gig Young                                                     |           | [ 16 ] [ 17 ] |
| Academy Awards                          | Best Supporting Actress                                  | Susannah York                                                 |           | [ 16 ] [ 17 ] |
| Academy Awards                          | Best Screenplay – Based on Material from Another Medium  | James Poe and Robert E. Thompson                              |           | [ 16 ] [ 17 ] |
| Academy Awards                          | Best Art Direction                                       | Art Direction: Harry Horner; Set Decoration: Frank R. McKelvy |           | [ 16 ] [ 17 ] |
| Academy Awards                          | Best Costume Design                                      | Donfeld                                                       |           | [ 16 ] [ 17 ] |
| Academy Awards                          | Best Film Editing                                        | Fredric Steinkamp                                             |           | [ 16 ] [ 17 ] |
| Academy Awards                          | Best Score of a Musical Picture – Original or Adaptation | Johnny Green and Albert Woodbury                              |           | [ 16 ] [ 17 ] |
| Belgian Film Critics Association Awards | Grand Prix                                               | Sydney Pollack                                                |           |               |
| British Academy Film Awards             | Best Actress in a Leading Role                           | Jane Fonda                                                    |           | [ 18 ]        |
| British Academy Film Awards             | Best Actor in a Supporting Role                          | Gig Young                                                     |           | [ 18 ]        |
| British Academy Film Awards             | Best Actress in a Supporting Role                        | Susannah York                                                 |           | [ 18 ]        |
| British Academy Film Awards             | Best Screenplay                                          | James Poe and Robert E. Thompson                              |           | [ 18 ]        |
| British Academy Film Awards             | Best Film Editing                                        | Fredric Steinkamp                                             |           | [ 18 ]        |
| British Academy Film Awards             | Most Promising Newcomer to Leading Film Roles            | Michael Sarrazin                                              |           | [ 18 ]        |
| Directors Guild of America Awards       | Outstanding Directorial Achievement in Motion Pictures   | Sydney Pollack                                                |           | [ 19 ]        |
| Fotogramas de Plata                     | Best Foreign Movie Performer                             | Jane Fonda                                                    |           |               |
| Golden Globe Awards                     | Best Motion Picture – Drama                              | Best Motion Picture – Drama                                   |           | [ 20 ]        |
| Golden Globe Awards                     | Best Actress in a Motion Picture – Drama                 | Jane Fonda                                                    |           | [ 20 ]        |
| Golden Globe Awards                     | Best Supporting Actor – Motion Picture                   | Red Buttons                                                   |           | [ 20 ]        |
| Golden Globe Awards                     | Best Supporting Actor – Motion Picture                   | Gig Young                                                     |           | [ 20 ]        |
| Golden Globe Awards                     | Best Supporting Actress – Motion Picture                 | Susannah York                                                 |           | [ 20 ]        |
| Golden Globe Awards                     | Best Director – Motion Picture                           | Sydney Pollack                                                |           | [ 20 ]        |
| Kansas City Film Critics Circle Awards  | Best Actress                                             | Jane Fonda                                                    |           | [ 21 ]        |
| Kansas City Film Critics Circle Awards  | Best Supporting Actor                                    | Gig Young                                                     |           | [ 21 ]        |
| Nastro d'Argento                        | Best Foreign Director                                    | Sydney Pollack                                                |           |               |
| National Board of Review Awards         | Best Film                                                | Best Film                                                     |           | [ 22 ]        |
| National Board of Review Awards         | Top Ten Films                                            |                                                               |           | [ 22 ]        |
| National Society of Film Critics Awards | Best Actress                                             | Jane Fonda                                                    |           | [ 23 ]        |
| New York Film Critics Circle Awards     | Best Actress                                             | Jane Fonda                                                    |           | [ 24 ]        |
| New York Film Critics Circle Awards     | Best Supporting Actor                                    | Gig Young                                                     |           | [ 24 ]        |
| Taormina International Film Festival    | Golden Charybdis                                         | Sydney Pollack                                                |           |               |
| Turkish Film Critics Association Awards | Best Foreign Film                                        | Best Foreign Film                                             |           |               |
| Writers Guild of America Awards         | Best Drama – Adapted from Another Medium                 | James Poe and Robert E. Thompson                              |           | [ 25 ]        |

## Medios domésticos
They Shoot Horses, Don't They? fue lanzada en DVD por Anchor Bay Entertainment en 1999.  Posteriormente fue reeditado en DVD por MGM Home Entertainment el 19 de octubre de 2004. Kino Lorber lanzó la película por primera vez en Blu-ray el 5 de septiembre de 2017. 

## Legado
Turner Classic Movies observó: "Al popularizar el título de la novela de McCoy, [la película] le dio al argot estadounidense un eslogan que es tan reconocible hoy como cuando la película se popularizó por primera vez".  La canción de Chic de 1977 " Dance, Dance, Dance (Yowsah, Yowsah, Yowsah) " se inspiró en la película. 

## Adaptaciones
En el 2015, la compañía teatral española Malditos Compañía estrenó una obra de teatro, danza y competición llamada Danzad, malditos dirigida por Alberto Velasco, libremente inspirada en la novela de McCoy y la película de Pollack donde los participantes-actores competían realmente por ganar el premio en cada función. El espectáculo ganó el Premios Max al mejor espectáculo revelación de 2015 y Anexo:Premio Unión de Actores al mejor actor de reparto de teatro 2016 (Rubén Frías). Este estreno tuvo lugar en julio de 2015 en el espacio entonces conocido como Sala Max Aub de las naves Matadero Madrid en el marco del festiva Frinje.